# Leskeodon densiretis
Leskeodon densiretis là một loài rêu trong họ Daltoniaceae. Loài này được Broth. Broth. mô tả khoa học đầu tiên năm 1907.